# Suzuki Kizashi
La Suzuki Kizashi est une berline familiale du constructeur automobile japonais Suzuki produite de 2009 à 2016.

## Présentation
Kizashi (en kanji : 兆) est un mot japonais qui signifie "quelque chose de grand arrive", "présage", "signe" ou "avertissement". 

Le Kizashi est préfigurée par de nombreux show car éponymes : Kizashi 1 (présenté au salon de l'automobile de Francfort 2007), Kizashi 2 (salon de l'automobile de Tokyo 2007) et enfin Kizashi 3 (salon de l'automobile de New York 2008).

Concept cars
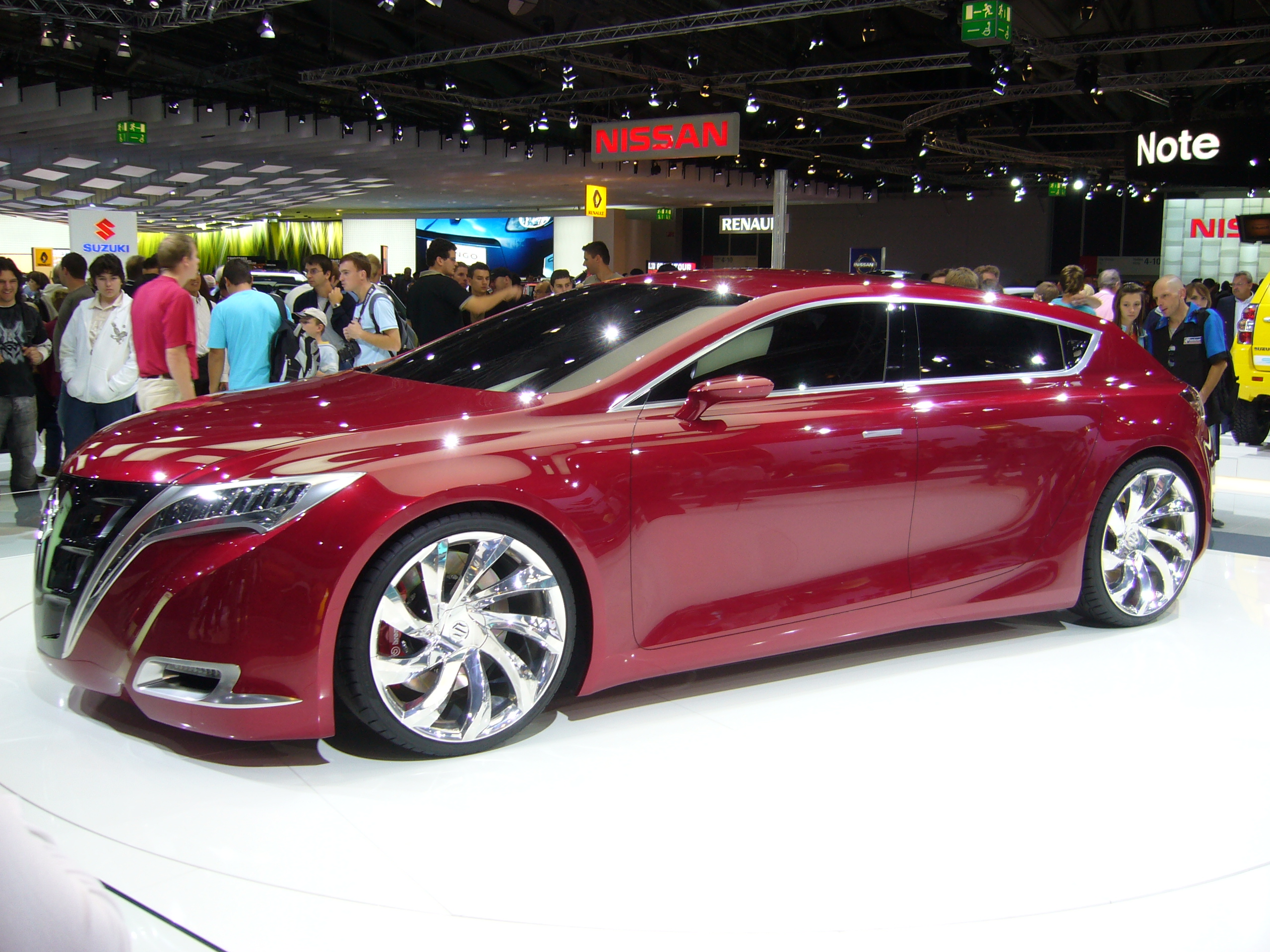
Suzuki Kizashi 1 Concept
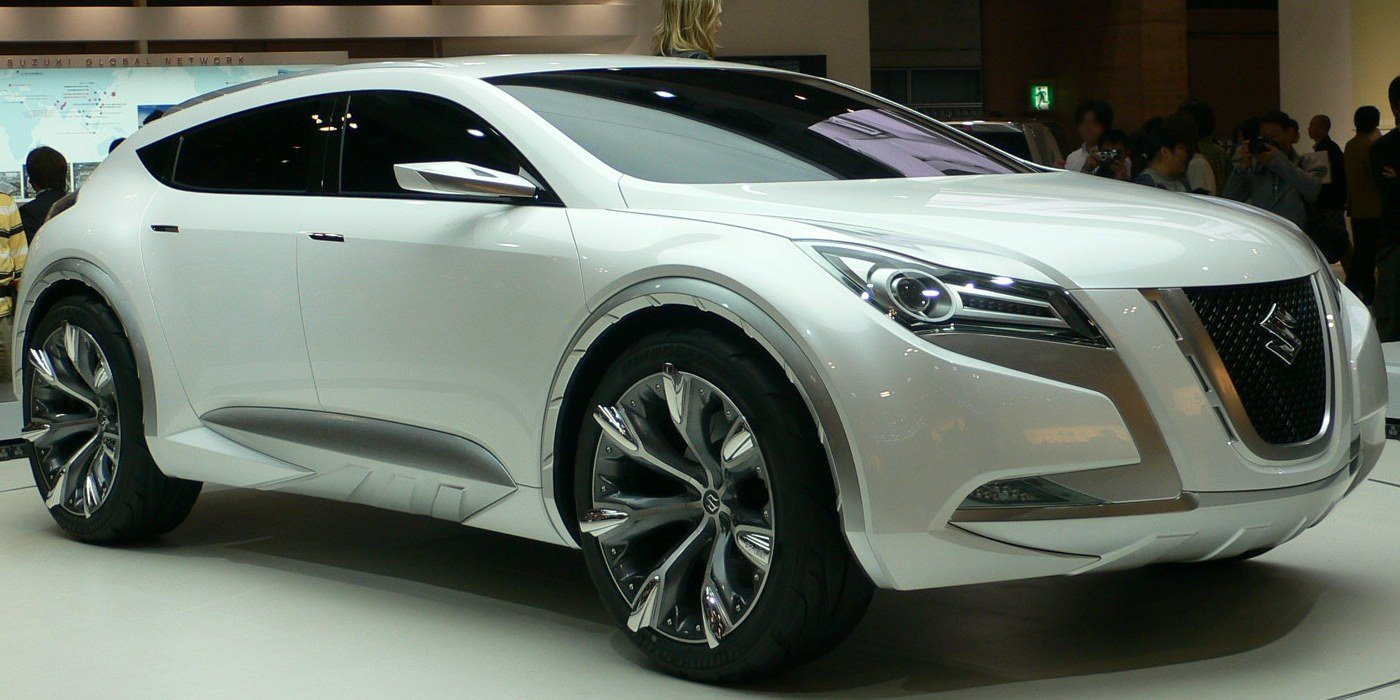
Suzuki Kizashi 2 Concept
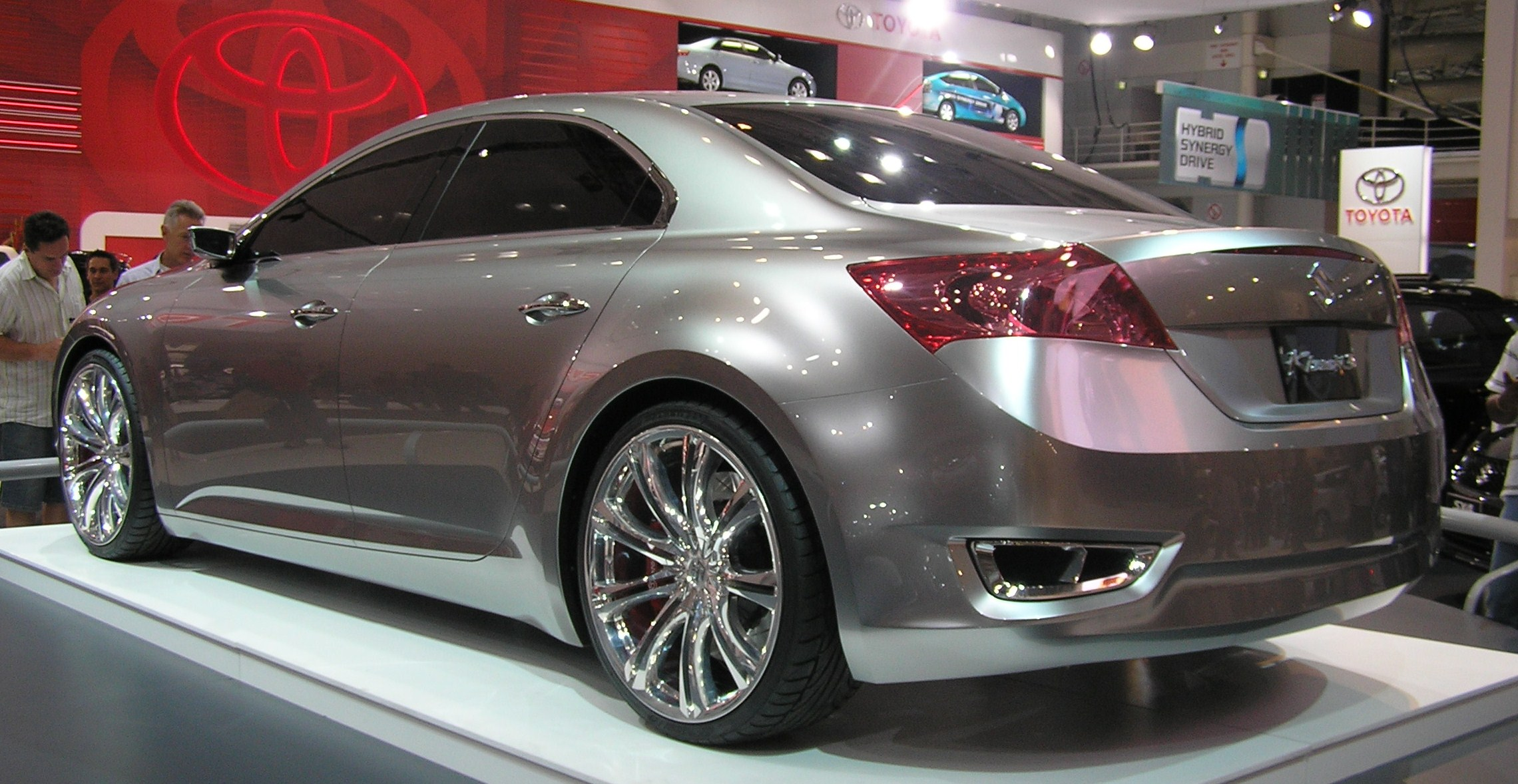
Suzuki Kizashi 3 Concept

La carrière du modèle de série débute en novembre 2009 au Japon et en janvier 2010 aux États-Unis. La Kizashi est aussi vendue en Europe dès la fin 2010, et en Inde à partir de février 2011.

Suzuki Kizashi
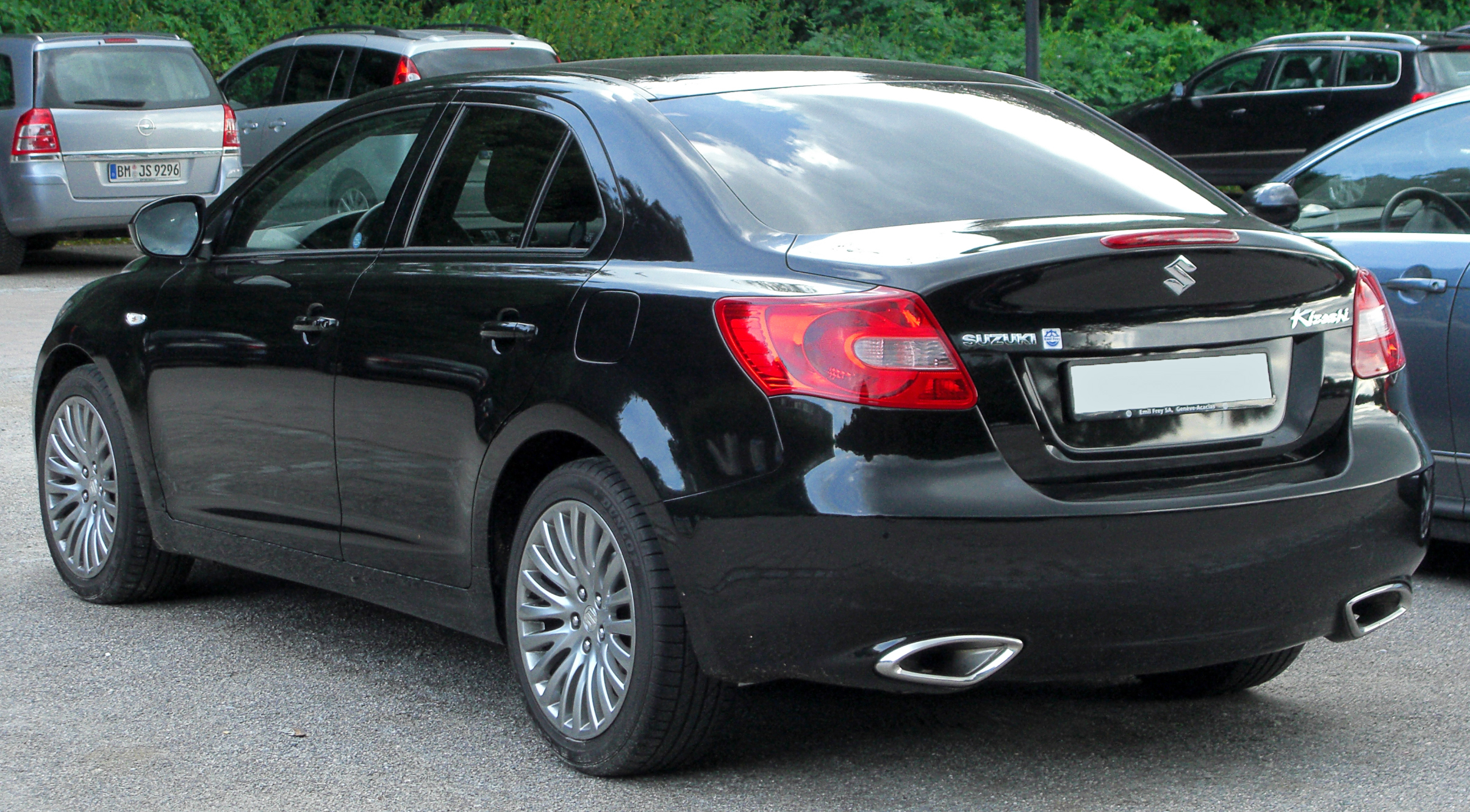
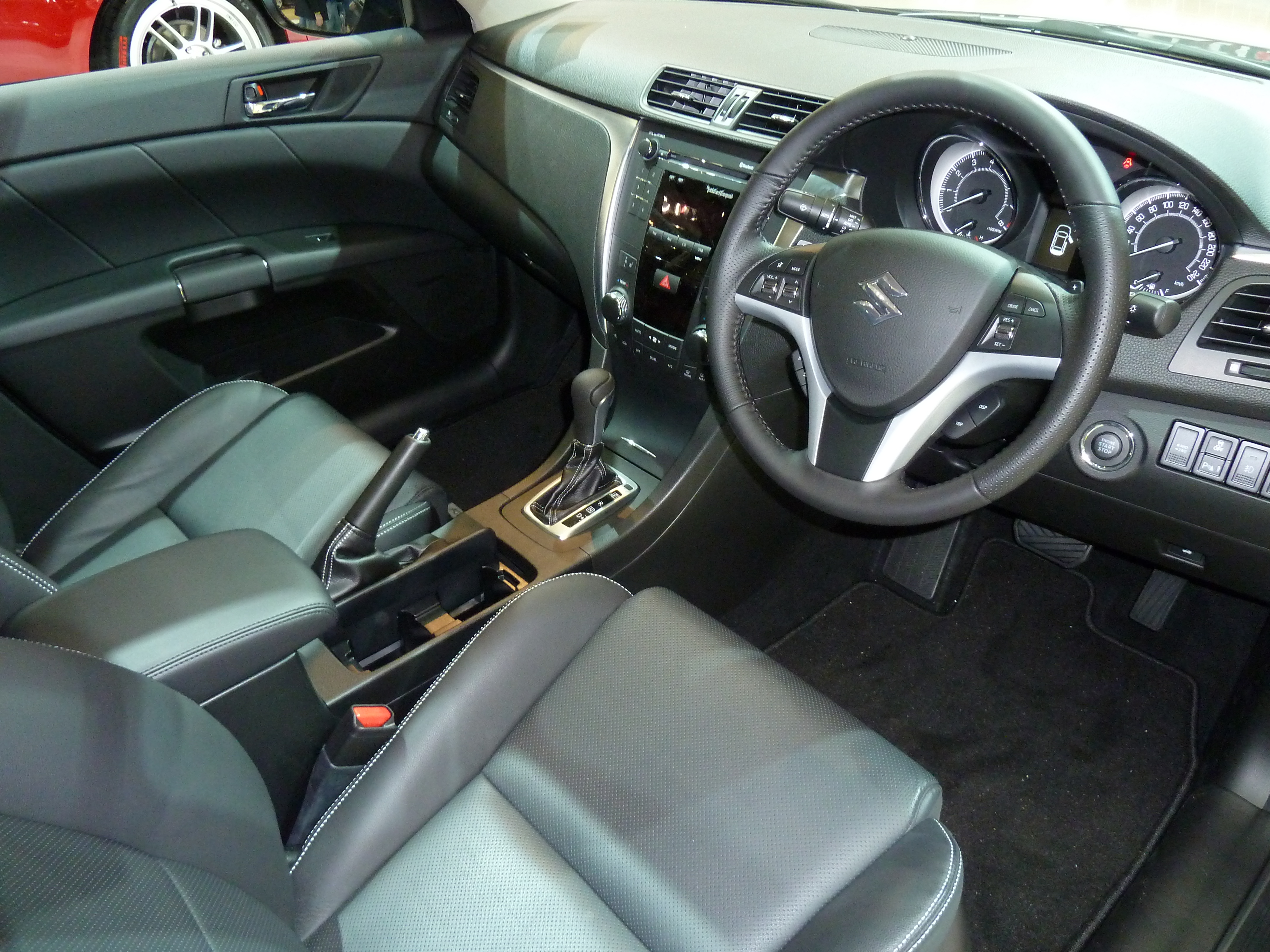

## Ventes
| Année | États-Unis | Canada |
| 2009  | 71         | –      |
| 2010  | 6138       | 688    |
| 2011  | 6942       | 734    |
| 2012  | 5566       | 688    |
| 2013  | 1602       | 365    |